# Medal Kabulu
Cabul Medal (Medal za Kabul) – brytyjskie odznaczenie wojskowe ustanowione w roku 1842.

## Zasady nadawania
Nadawany żołnierzom "Mściwej Armii" (ang.) Avenging Army pod dowództwem generała (późniejszego marszałka polnego) George'a Pollocka za służbę w Kabulu i okolicach 15 września 1842 podczas pierwszej wojny afgańskiej.
Pozostałe jednostki w Dżalalabadzie (2. pułk kawalerii Shaha Shujaha) oraz inne, które dołączyły do sił Pollocka (Afghan Levies i Korpus Pionierów Mackensona), z wyjątkiem europejskich oficerów w nich służących, nie otrzymały medalu za Kabul.

## Opis medalu
Srebrny medal o średnicy 1,4 cala.
Awers: głowa w koronie królowej Wiktorii i inskrypcja VICTORIA VINDEX, część z tych medali została później wydana z inskrypcją VICTORIA REGINA.
Rewers: wewnątrz wieńca laurowego zwieńczonego koroną legenda CABUL 1842.
Część medali opisana była słowem CABVL pisanym przez V.
Większość medali była grawerowana imiennie na krawędzi, z wyjątkiem medali nadawanych żołnierzom z kontyngentu, którym dowodził Shah Shujah.
Wydano około 12 741 medali.